# 賈斯珀鎮區 (阿肯色州克勞福德縣)
賈斯珀鎮區（英語：Jasper Township）是位於美國阿肯色州克勞福德縣的一個行政鎮區。

## 地方資料
賈斯珀鎮區的面積為57.70平方千米，當中陸地面積為57.56平方千米，而水域面積為0.14平方千米。根據2010年美國人口普查的數據，當地共有人口2495人，而人口密度為每平方千米43.24人。